# العوامر بحري
قرية العوامر بحري هي إحدى القرى التابعة لمركز جرجا بمحافظة سوهاج في جمهورية مصر العربية. حسب إحصاءات سنة 2006، بلغ إجمالي السكان في العوامر بحري 10143 نسمة، منهم 5173 رجل و4970 امرأة.
وفي التقسيم الإداري، فإن العوامر بحري وحدة محلية قروية وتتبعها نجع الترعة وريان و الحوفه والنجيله